# 國立西螺高級農工職業學校
國立西螺高級農工職業學校位於台灣雲林縣西螺鎮的技術型高級中等學校，簡稱為西螺農工。創校於1938年，前身為西螺商業專修學校。

## 校史
- 1938年，西螺商業專修學校創校。
- 1943年，改為西螺農業專修學校。
- 1945年，改制臺南縣立西螺初級農業學校
- 1950年，雲林獨立設縣，改隸為雲林縣立西螺初級農業職業學校。
- 1953年，增辦四年制職業教育
- 1956年，改辦五年制職業學校，改制為雲林縣立西螺農業職業學校
- 1962年，增辦高級部三年制農業機械科、食品加工科
- 1963年，增設畜牧獸醫科。
- 1965年8月，改隸為臺灣省立西螺農業職業學校
- 1967年8月，增設機工科、電工科，改名為臺灣省立西螺農工職業學校。
- 1969年8月，與臺灣省立虎尾中學西螺分部合併，改制臺灣省立西螺高級中學。增設電子設備修護科。
- 1971年8月，增設汽車修護科及化工科。
- 1979年，停招普通高中、增工科。
- 1981年，改名臺灣省立西螺高級農工職業學校。設有農業機械科、食品加工科、畜牧獸醫科、機械科、電機科、電子科、汽車科、化工科。
- 1988年，增設延長教育班。
- 1995年，延長教育班改為實用技能班，設有汽車修護科、家電技術科、視聽電子科、冷作科。
- 1996年，設立進修補習學校。
- 1999年，進修補習學校改名為進修學校。
- 2000年2月，改隸為國立西螺高級農工職業學校。
- 2001年，增設綜合高中學制，設有學術自然學程、學術社會學程、應用英語學程等、電子技術學程、電機技術學程、機械技術學程、汽車技術學程、化工技術學程、食品技術學程。
- 2004年，農業機械科調整為生物產業機電科。
- 2008年4月19日，教學大樓螺陽樓正式落成啟用。
- 2012年8月，增設抽離式資源班1班。
- 2013年年2月20日，實習大樓（敬業樓和樂群樓）正式啟用。
- 2016年，進修學校改制進修部，設食品加工科、電機科及電腦機械製圖科各1班。
- 2019年8月1日，汽車科第9屆畢業校友程俊堅接任第10任校長，為首位校友校長。
- 2024年，生物產業機電科改制機電科。

## 歷任校長
| 任別 | 姓名   | 備註                             |
| ---- | ------ | -------------------------------- |
| 1    | 廖忠義 | 辭職                             |
| 2    | 林中喜 | 辭職                             |
| 3    | 莊良珍 | 轉任臺灣省立草屯高級商工職業學校 |
| 4    | 吳華封 | 轉任臺灣省立南投高級中學         |
| 5    | 江濱   | 屆齡退休                         |
| 6    | 梁光雄 | 轉任國立秀水高級工業職業學校     |
| 7    | 施溪泉 | 轉任國立南投高級商業職業學校     |
| 8    | 陳聰明 | 屆齡退休                         |
| 9    | 蔡天德 | 屆齡退休                         |
| 10   | 程俊堅 | 轉任國立斗六高級中學             |
| 11   | 郭恒瑞 | 現任                             |

## 教學單位
- 綜合高中：設有電子學程、電機學程、機械學程、化工學程、汽車學程、加工學程、應英學程、社會學程。
- 電子科：本科成立於民國五十六年。培養學生基礎電子專業能力，加強實務操作技能。
- 電機科：培養以電腦來操作控制電機工程的設計能力，傳授有關發電ˋ配電設施，各種電機及工廠自動化設備應用等基本知識。
- 機械科：本科成立於民國五十六年。培養學生識圖、製圖與設計之能力，學習機械專業基礎知識及內涵。
- 汽車科：主科主要是傳授各類汽車之保養檢查、維修及試驗等工作能力及培養學生健全的人生觀和職業道德，進而協助學生取得技術士證照。
- 化工科
- 食品加工科：本科成立於民國五十一年。本科主要在培養食品加工、檢驗品管之基礎技術人才。授予食品加工、檢驗、品管及經營管理的能力，培養食品加工的各種基本知識與技能。
- 畜產保健科: 本科成立於民國五十二年。設有牧場，提供學生現場操作實習，紮實的現場實務經驗，獲得業界頗佳的評價。
- 生物產業機電科：本科是整合電機、機械與智慧型電腦控制等專業知識，配合生物特性，生長環境與生產處理的需求，並能應用在生物產業的學習領域上。
- 商用資訊科：本科於民國九十三年開設。主要是培養學生具備職業道德、邏輯思考、自我發展的能力。傳授商業經營、會計技能、電腦相關技能等基本知識以期能學以致用、熟練實務。並輔導學生取得相關技術士證照。
- 微電腦修護科：傳授學生電腦修護之基本知識與技術。培養學生具備電腦組裝維修、電子製作與設計及網路架設之基本能力。
- 機械加工科(產學合作專班)：在2019年開始有實用技能學程班的制度，隔三年才開一次的實用技能學程班。
- 應用英語學程：培育具備國際語文與商業服務能力之基層人才。傳授英語語文及商業知識，培養英語溝通與商務應用之知能及涵養誠信及熱忱之工作態度。
- 電腦繪圖科：本科在 2018 年時，規劃三年一次開設實用技能學程班，培養著學生要具備：機械製圖＆電腦繪圖和三視圖的專業知識與技能，養成學生的職業觀念與工業安全衛生習慣。

## 外部連結
- 國立西螺高級農工職業學校 網站（页面存档备份，存于）（繁體中文）